# Jantar Mantar, Delhi
Jantar Mantar (hindi: जंतर मंतर) är ett observatorium i New Delhi i Indien. Det är den första av fem anläggningar uppförda  i norra Indien av maharadja Jai Singh II från Jaipur på 1700-talet för att kunna beräkna astronomiska tabeller med himlakropparnas läge under året. Namnet Jantar är  slang för yantra, som betyder instrument, och mantar är en ombildning av mantra, som betyder formel. 
Anläggningen omfattar 13 instrument varav de viktigaste är:
Samrat Yantra, även kallat instrumentens kung: En tre meter tjock triangelformad mur mellan två kvadrantskalor som är parallella med ekvatorn. Muren är 31 meter lång och 21 meter hög. Dess hypotenusa är parallell med jordens rotationsaxel och riktad mot nordpolen. Det anses vara världens största solur och är graderat i timmar, minuter och sekunder och kan mäta tid med en avvikelse på mindre än två sekunder. Instrumentet kan också mäta lutning och koordinater för himlakroppar.

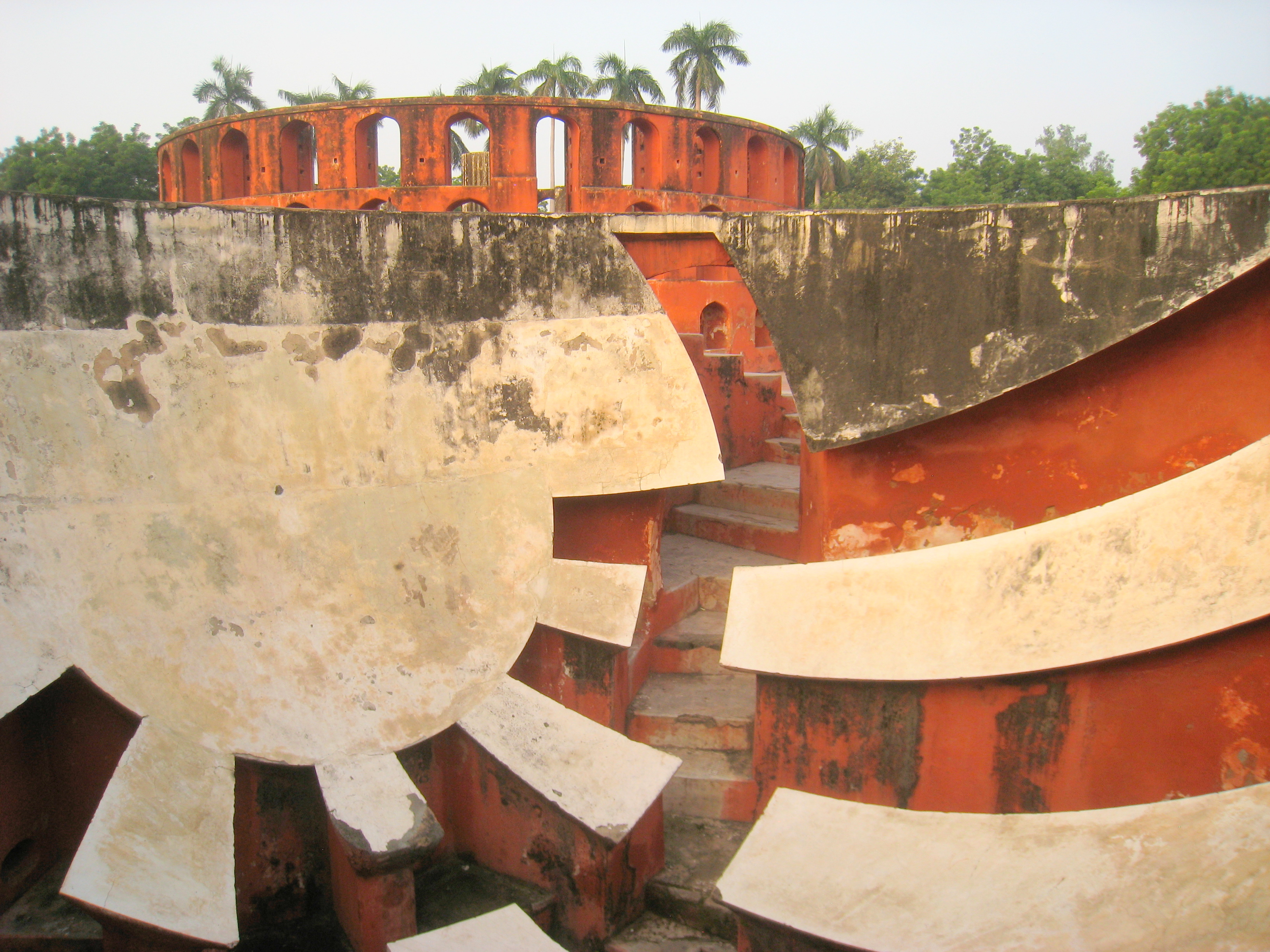
Jaya Prakash Yantra med Rama Yantra i bakgrunden.

Jaya Prakash Yantra: Två ihåliga halvsfärer täckta av konkava marmorytor med inristade stjärnbilder. Med hjälp av skuggan av en ring, som är fäst till rep som är sträckta mellan punkter på sfärens kant, kan stjärnornas position på himlavalvet bestämmas av observatörer inuti strukturen. Instrumentet kan bestämma positioner i både horisontella (Azimut) och ekvatoriella koordinatsystem och användas för omvandling mellan olika system.
Rama Yantra: Två öppna cylindriska strukturer med en pelare i mitten avsedda för att mäta stjärnhöjd utifrån jordens bredd- och längdgrad.

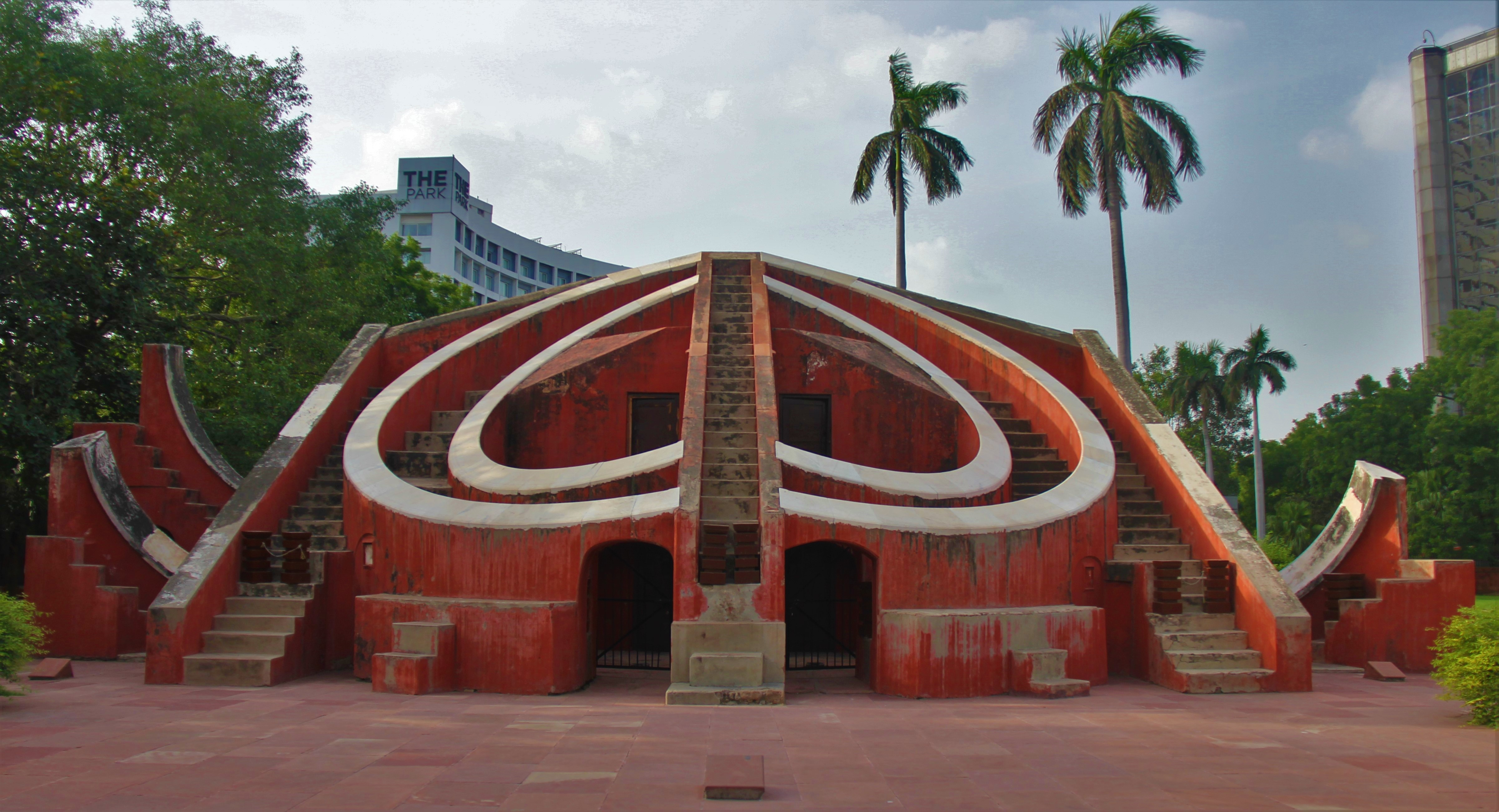
Misra Yantra.

Misra Yantra. En struktur  uppbyggd av fem olika instrument för att bestämma årets kortaste och längsta dag samt den exakta middagstidpunkten på platser i hela  världen.
Shasthansa Yantra: Ett camera obscura, inbyggt i de torn som bär upp solurets kvadrantskalor, som används för att mäta olika parametrar på solen.
Kapala Yantra: Ett instrument enligt samma princip som Jaya Prakash, som används för att omvandla mätningar mellan olika koordinatsystem.
Rasivalya Yantra: Tolv strukturer, som motsvarar zodiakens stjärntecken. Instrumentet kan mäta himlakroppars exakta position när de korsar meridianen.